# Adriano Leverone
Adriano Leverone (Quiliano, 21 gennaio 1953 – Moconesi, 5 gennaio 2022) è stato un ceramista e scultore italiano.

## Biografia

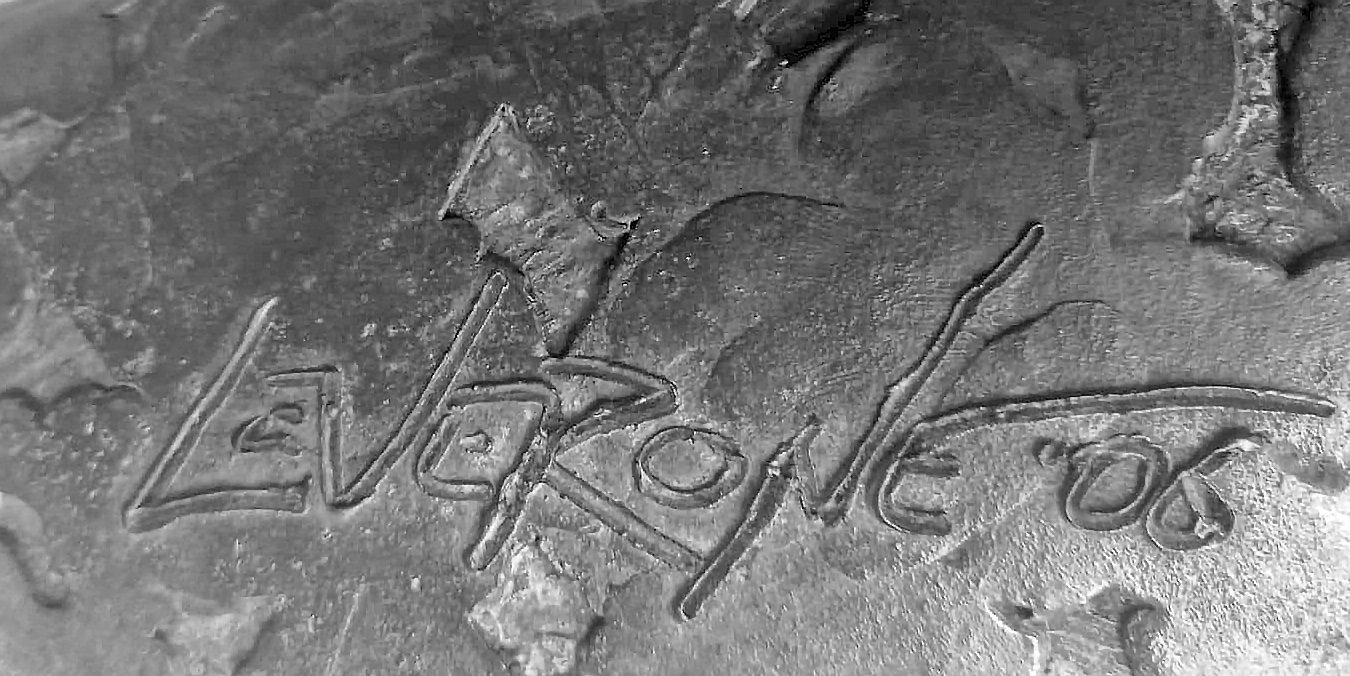
Firma di Adriano Leverone.

Diplomatosi presso l'Istituto Statale d'Arte di Chiavari, si iscrive nel 1971 al Magistero Artistico presso l'Istituto d'Arte per la Ceramica G. Ballardini di Faenza. Tra il 1973 e il 1974 frequenta lo studio di Carlo Zauli. L'anno successivo apre il suo studio per la lavorazione della ceramica; risalgono a quel periodo le prime opere, realizzate attraverso la lavorazione del grés. Nella seconda metà dello stesso decennio ha inizio la sua attività espositiva, che proseguirà con mostre personali e collettive in ambito sia locale sia nazionale e internazionale, presso gallerie d'arte e musei.
Si impegna nel frattempo in progetti ed eventi rivolti alla diffusione della lavorazione artistica e artigianale della terracotta; dal 1979 al 1986 insegna Tecnologia Applicata presso la Scuola per la Ceramica di Albissola; tiene inoltre stage di scultura ceramica al Berea College Craft (KY, USA). Per conto del Ministero degli Affari Esteri collabora, come esperto nella lavorazione della terracotta, alle attività del Comitato Internazionale per lo Sviluppo dei Popoli. Dal 1987 al 1989 è in Etiopia nell'ambito del programma a sostegno delle popolazioni reinsediate nella Valle di Beles; nel 1992 è in Brasile, a Sao Raimundo Nonato, Stato del Piaui, per partecipare al programma per la formazione di tecnici e l'avviamento di una scuola di ceramica.
Negli anni successivi esegue per enti pubblici diverse sculture di grande formato in grès, ardesia e bronzo: nel 2003 realizza, a Cicagna, il monumento Ai lavoratori dell'ardesia, in bronzo, con la tecnica della fusione a cera persa; l'anno dopo, a Sestri Ponente, nel Cimitero Pini Storti, il monumento Dalla terra al cielo, anch'esso in bronzo e fusione a cera persa; nel 2005, a Sant'Ilario, la scultura in grès Bocca di rosa; nel 2006, ad Arenzano, il monumento Ai combattenti per la libertà, in bronzo e fusione a cera persa.
Viene inoltre invitato a partecipare a manifestazioni artistiche e simposi internazionali e a realizzare installazioni presso musei e gallerie d'arte. Nel 2011 L'artista è presente alla 54ª Biennale di Venezia (Padiglione Italia), selezionato dal curatore Vittorio Sgarbi.
Nel 2018 viene chiamato a realizzare due sculture in grès per il MAP-Museo all'Aperto della città di Faenza, Eppur ti vedo: Grande scudo con testa e Stele autorità; a Faenza, nel 1981, aveva vinto la medaglia d'oro al XXXIX Concorso Internazionale della Ceramica d'Arte.
Nel corso degli anni Leverone esegue anche performance legate alla lavorazione della terracotta. Nel 1994 il Comune di Genova lo invita a realizzare una performance raku, Colonne, nella piazza antistante la Chiesa di Sant'Agostino, trasformata dall'artista, per l'occasione, in una fornace a cielo aperto: cinque colonne innalzate sullo sfondo della facciata dell'edificio, caratterizzato dalla tipica alternanza cromatica tra il bianco del marmo e il nero dell'ardesia. Nel 2009 è protagonista della performance raku Attacco invisibile, per l'XI Simposio Internazionale Arte è vita a Barth (Germania), che gli vale il primo premio.

## L'opera

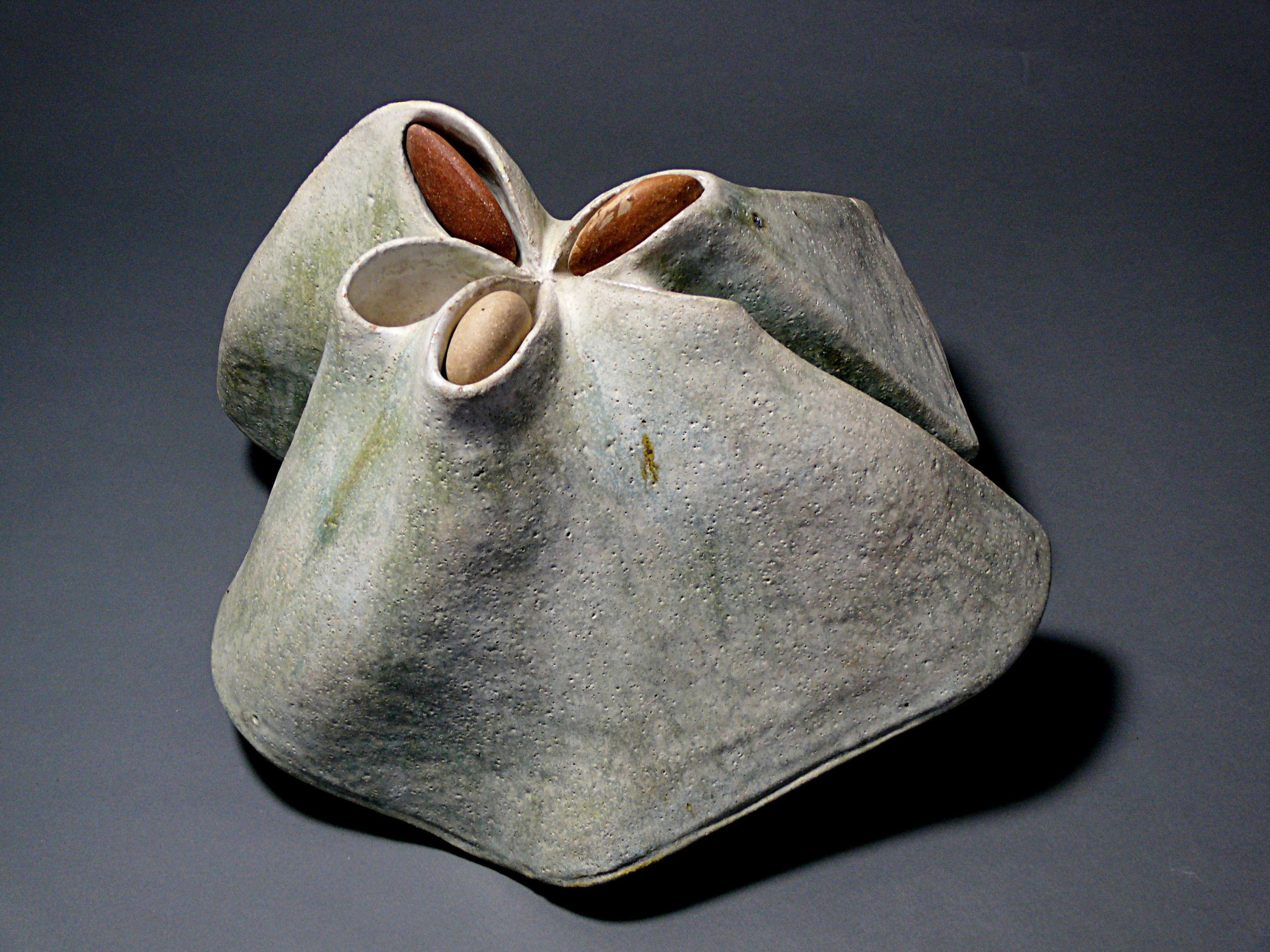
Mela e semi, grès, 1984.

Le prime opere di Leverone risalgono al 1972-1973. In questa prima fase il suo interesse, complice la sua formazione a Faenza, è rivolto quasi esclusivamente al grès, cotto ad alta temperatura, in combinazione con la varietà cromatica dei rivestimenti, a smalto e vetrina: emblematica è la serie Linee continue, sviluppata tra il 1972 e il 1979, che presenta modulate strutture lineari, annodate, con una consistenza quasi metallica ed effetti cromatici caldi.
Dal punto di vista iconografico negli anni '70 e '80 prevalgono i riferimenti naturalistici, realizzati in grandi dimensioni tramite sottili elementi lamellari. Leverone rielabora tronchi d'albero, semi e frutti; in particolare ricorre nel suo percorso di artista il tema iconografico della mela. Di tali forme talvolta esplora anche i risvolti tattili, come emerge nella mostra personale del 1990 dedicata ai non vedenti, Arte e percezione tattile. Non è vietato toccare, tenutasi a Genova, presso l'Istituto Chiossone.

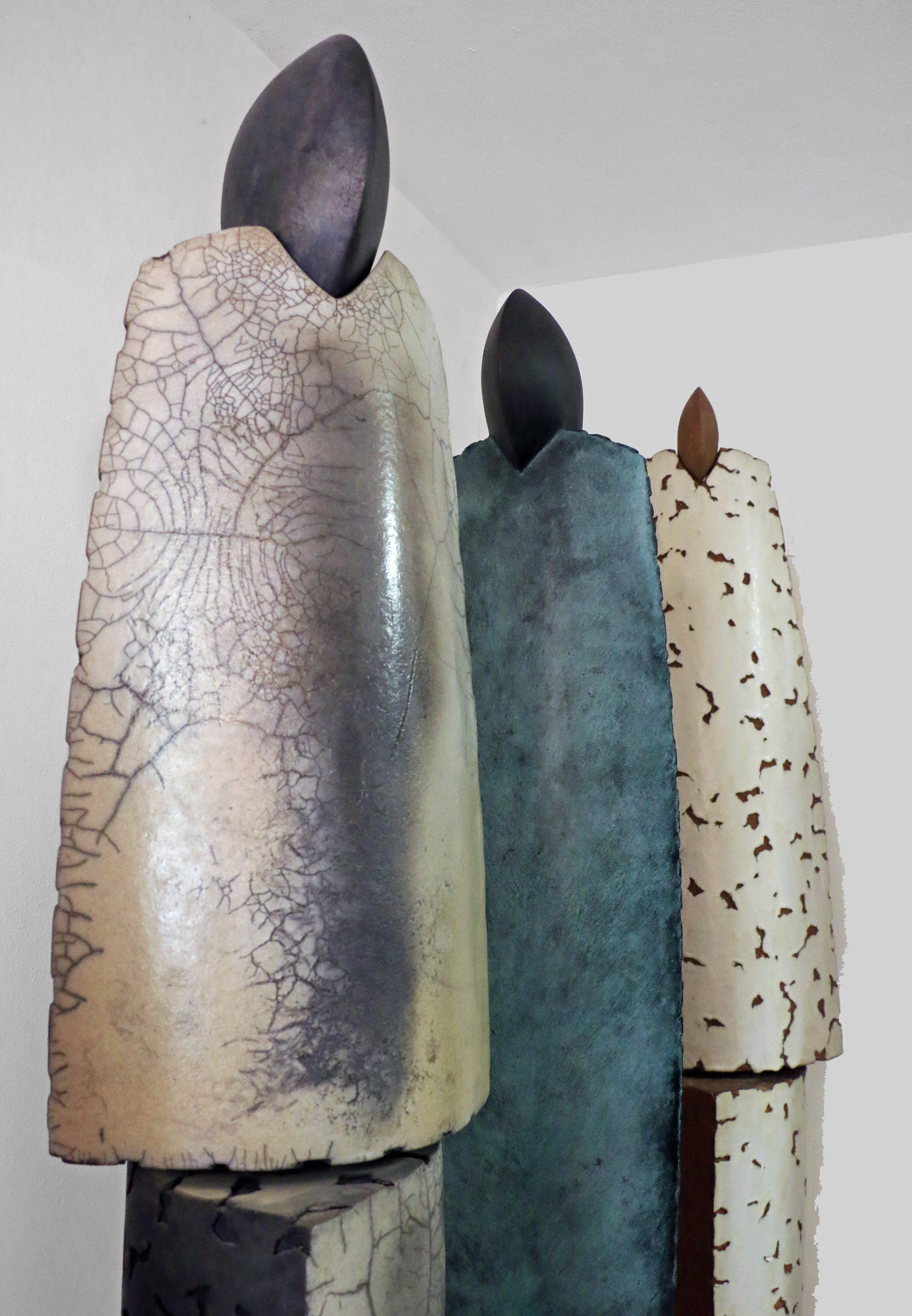
Tre sculture della serie Autorità, ceramica Raku, bronzo patinato, grès, 2006-2018.

Tra il 1983 e il 1985 fa parte del movimento artistico A Tempo e a Fuoco, curato da Vittorio Fagone.
In seguito le sue composizioni diventano più morbide e stilizzate: le forme sono più essenziali, non strettamente riconducibili a motivi naturalistici e giocate sulla contrapposizione tra toni caldi e freddi, ad esempio nella serie Blocchi e Terra e mare (1990-2005). Questa tendenza trova il suo culmine nelle serie Alati e Alati ingabbiati, datate 2012-2022, e nelle serie allusive delle personalità (Autorità, Generali, Armigeri, 1999-2012), indagine formale sulla complessità dell'essere umano e sui suoi multiformi caratteri.
Nell'attività artistica più recente Leverone sviluppa e concretizza temi simbolici in parte autobiografici, tramite la ceramica, il bronzo, il marmo, il granito e l'ardesia. La realizzazione nel 2002 del monumento Il filone dell'ardesia (grès e ardesia) per il Comune di Moconesi in Val Fontanabuona, dove è situato il suo laboratorio, si ispira all'antica tradizione locale dell'estrazione e della lavorazione di questo materiale.

## Opere conservate in musei e collezioni pubbliche

### Musei e collezioni in Italia
- MIC, Museo Internazionale delle Ceramiche di Faenza.
- Museo Diffuso Albisola[17], Albissola Marina
- Museo d'Arte Ceramica “Terra Crea-Sartori”[18], Castel D'Ario
- Museo della Ceramica, Fiorano Modenese[19].
- Museo della Ceramica, Gualdo Tadino.
- Museo della Ceramica, Santo Stefano di Camastra, Palazzo Trabia.
- Museo della Ceramica, Savona.
- Museo delle Ceramiche di Castelli.[20]

### Musei e collezioni all'estero
- Aichi Prefectural Ceramic Museum, Seto, Prefettura di Aichi, Giappone.
- Ceramic Park MINO, Tajimi, Prefettura di Gifu, Giappone.
- FLICAM (FuLe International Ceramic Art Museums), Xi'an, Shaanxi, Cina.
- Musée de Carouge, Carouge, Svizzera.
- Museo d'Arte Occidentale e Orientale, Odessa, Ucraina.
- Roentgen Museum, Neuwied, Germania.
- Stadtische Buhne, Lahnstein, Germania.
- Yngge Ceramics Museum, New Taipei City, Taiwan.[21]